# Lista de relatos de avistamentos de OVNIs
Esta é uma lista parcial, por data, de alegados avistamentos de objectos voadores não identificados (OVNIs), incluindo relatos de encontros imediatos e supostos raptos. 

## Segundo Milénio A.C.
| Data               | Nome           | Cidade ou Estado | País   | Descrição |
| ------------------ | -------------- | ---------------- | ------ | --- |
| Cerca de 144o A.C. | Discos de fogo | Baixo Egipto     | Egipto | Segundo o contestado Tulli Papyrus, os escribas do faraó Tutemés III relataram que "discos de fogo" foram encontrados a flutuar sobre os céus. Contudo, o original do documento não existe, apenas cópias, e o caso é considerado uma falsificação. |

## Antiguidade Clássica
| Data            | Nome                            | Cidade ou Estado                                                 | País             | Descrição |
| --------------- | ------------------------------- | ---------------------------------------------------------------- | ---------------- | --- |
| 218 AC          | Naves no céu                    | Roma, Itália                                                     | República Romana | Tito Lívio regista uma série de portentos no Inverno deste ano, incluindo navium speciem de caelo adfulsisse ("navios fantasmas tinham sido vistos a brilhar no céu"). |
| 76 AC           | Centelha de uma estrela cadente | Desconhecidos                                                    | República Romana | De acordo com Plínio, o Velho, uma faísca caiu de uma estrela e cresceu à medida que descia até parecer do tamanho da Lua. Depois subiu de volta aos céus e transformou-se numa luz. |
| 74 AC           | Vaso flamejante vindo do céu    | Frígia, Ásia                                                     | República Romana | Segundo Plutarco, um exército romano comandado por Lúcio Lúculo estava prestes a iniciar uma batalha com Mitrídates VI do Ponto quando "de repente, o céu rebentou, e um enorme corpo flamejante foi visto a cair entre os dois exércitos. Em forma, era mais parecido com um jarro de vinho, e em cor, como prata derretida". Plutarco relata a forma do objecto como um pote de vinho (pithos). O objecto aparentemente prateado foi relatado pelos dois exércitos, que se separaram. |
| 196 DC          | Cabelos de anjo                 | Roma                                                             | Império Romano   | O historiador Cassius Dio conta que "uma chuva fina parecida com prata desceu de um céu limpo sobre o Fórum de Augusto". Ele usou algum do material para revestir algumas das suas moedas de bronze, mas no quarto dia seguinte o prateado tinha desaparecido. |
| Cerca de 740 DC | Navio voador de Clonmacnoise    | Teltown no Condado de Meath, e Clonmacnoise no Condado de Offaly | Irlanda          | Vários conjuntos de anais irlandeses, como os de Ulster, Tigernach, Clonmacnoise, e The Four Masters, brevemente mencionam que "navios com suas tripulações foram vistos no ar". |

## Séculos XVI e XVII
| Data                   | Nome                                      | Cidade ou Estado     | País                           | Descrição |
| ---------------------- | ----------------------------------------- | -------------------- | ------------------------------ | --- |
| 14 de Abril de 1561    | Fenômeno celeste sobre Nuremberg          | Nuremberga           | Sacro Império Romano-Germânico | Em 14 de Abril de 1561, em Nuremberga, ao amanhecer, muitas pessoas testemunharam o aparecimento, nos céus da cidade, de vários objectos voadores desconhecidos: esferas, discos, cruzes e cilindros contendo no seu interior varios objectos menores, em forma de bola, assim como um enorme objecto alongado negro em forma de lança. Todos estes objectos pareciam lutar uns contra os outros. |
| 7 de Agosto de 1566    | Fenómeno celeste sobre Basileia           | Basileia             | Suiça                          | Numerosas esferas vermelhas e pretas no céu pareciam lutar e seguidamente consumir-se. Um desenho num jornal da época recorda o acontecimento. |
| 22 de Setembro de 1609 | Ovnis no período de Gwanghaegun de Joseon | Província de Gangwon | Coreia                         | Várias testemunhas relataram ter visto OVNIs em vários locais. |

## Século XIX
| Data                                   | Nome                          | Cidade ou Estado | País                      | Descrição |
| -------------------------------------- | ----------------------------- | ---------------- | ------------------------- | --- |
| 22 de Fevereiro ou 24 de Março de 1803 | Utsuro-bune em Haratono-hama  | Costa Leste      | Japão                     | A 22 de Fevereiro (ou 24 de Março) de 1803, os pescadores locais teriam visto um navio à deriva nas águas próximas. Dizem que quando o investigaram, "uma bela jovem mulher" que descreveram como tendo cabelo vermelho e branco, vestida com roupas estranhas, apareceu. Os pescadores afirmaram que ela segurava uma caixa quadrada "que ninguém estava autorizado a tocar" e ela falou-lhes numa língua que nunca tinham ouvido antes. Alguns crentes em OVNIs pensam que esta história é um documento credível de um encontro imediato do terceiro grau no Japão. Historiadores e etnologistas consideram-na folclore. |
| 1896–1897                              | Aeronaves misteriosas         |                  | Estados Unidos da América | Numerosos relatos de avistamentos de OVNIs que tiveram lugar nos Estados Unidos num período de 2 anos. |
| 17 de Abril de 1897                    | Incidente ufológico de Aurora | Aurora, Texas    | Estados Unidos da América | Um relato sobre um acidente de OVNI e o enterro do seu piloto alien no cemitério local foi enviado para os jornais em Dallas e Fort Worth em Abril de 1897 pelo correspondente local S.E. Hayden. |

## Século XX

### 1901 - 1949
| Data                    | Nome                                  | Cidade ou Estado                            | País                                                               | Descrição |
| ----------------------- | ------------------------------------- | ------------------------------------------- | ------------------------------------------------------------------ | --- |
| 1909                    | Aeronaves misteriosas de Otago        | Otago                                       | Nova Zelândia                                                      | Estranhas luzes em movimento e alguns objectos sólidos no céu foram vistos à volta de Otago e noutros locais da Nova Zelândia, e foram relatados aos jornais. |
| 1917                    | Milagre do Sol                        | Fátima                                      | Portugal                                                           | Milhares de pessoas observaram o Sol girar e descer sobre a Terra. Jacques Vallée, o jornalista Joaquim Fernandes e a historiadora Fina d'Armada interpretam o caso como um possível avistamento de OVNIs, não reconhecido como tal devido a diferenças culturais. |
| 1940                    | Foo fighters                          |                                             | Sobre os teatros da Segunda Guerra Mundial                         | Pequenas esferas metálicas e bolas coloridas de luz foram repetidamente vistas e ocasionalmente fotografadas em todo o mundo pelas equipas de bombardeiros durante a Segunda Guerra Mundial. |
| 1941                    | Queda de OVNI em Cape Girardeau       | Cape Girardeau, Missouri                    | Estados Unidos da América                                          | Um padre da Igreja Baptista alegadamente viu uma nave em forma de disco despenhada e três tripulantes não humanos mortos. Publicado em 1991 com base no testemunho da neta do clérigo. |
| 24 de Fevereiro de 1942 | Batalha de Los Angeles                | Los Angeles, California                     | Estados Unidos da América                                          | Objectos aéreos não identificados provocam o disparo de milhares de munições antiaéreas e sobem o estado de alerta em tempo de guerra. Em 1983, a força aérea norte-americana atribuiu o caso a um balão meteorológico perdido. |
| 16 de Agosto de 1945    | Incidente em Trinity                  | San Antonito, Novo México                   | Estados Unidos da América                                          | Um objecto "em forma de abacate" despenhou-se com os seus tripulantes no Rancho Padilla, perto de San Antonio, Novo México.Existem várias testemunhas. |
| 1946                    | Foguetes fantasmas                    |                                             | Principalmente na Escandinávia, mas também noutros países europeus | Numerosos avistamentos de OVNIs foram relatados na Escandinávia. |
| 24 de Junho de 1947     | Caso Kenneth Arnold                   | Monte Rainier, Washington                   | Estados Unidos da América                                          | O avistamento de OVNIs que popularizou o termo "discos voadores". Este avistamento é considerado como o início da "era moderna dos OVNIs". |
| 07 de Junho de 1947     | Avistamentos de 1947                  | Sobretudo em Washington                     | Estados Unidos da América                                          | Vários avistamentos de OVNIs relatados após o episódio de Kenneth Arnold. |
| Junho de 1947           | Incidente em Roswell                  | Roswell, Novo México                        | Estados Unidos da América                                          | A Força Aérea dos EUA anunciou a captura de um disco voador. Horas mais tarde, afirmou ser um balão meteorológico. |
| 29 de junho de 1947     | Incidente da Ilha Maury               | Puget Sound perto da Ilha Maury, Washington | Estados Unidos da América                                          | Fred Crisman enviou por correio um relato do funcionário Harold A. Dahl, juntamente com uma caixa de charutos com destroços de metal, para o editor de revista Raymond A. Palmer. Dahl alegou que seu cachorro foi morto e seu filho foi ferido por destroços durante um encontro com seis objetos voadores em forma de rosquinha. Ele também relatou que foi ameaçado posteriormente por Homens de Preto. Em 31 de julho de 1947, Palmer organizou uma reunião entre Crisman, Dahl, investigadores da Força Aérea, Kenneth Arnold e Emil Smith, os últimos dois sendo testemunhas de discos vadores. |
| 7 de Janeiro de 1948    | Caso Mantell                          | Kentucky                                    | Estados Unidos da América                                          | A Força Aérea dos EUA enviou um piloto de caça para investigar um avistamento de OVNI sobre Fort Knox, Kentucky; o seu avião despenhou-se e o piloto morreu enquanto perseguia o objecto. |
| 25 de Março de 1948     | Incidente de Aztec                    | Novo México                                 | Estados Unidos da América                                          | Uma alegada recuperação de um OVNI acidentado e dos seus ocupantes num planalto no Novo México. |
| 24 de Julho de 1948     | Encontro com OVNI de Chiles e Whitted | Alabama                                     | Estados Unidos da América                                          | Clarence Chiles e John Whitted, dois pilotos comerciais norte-americanos, relataram que o seu avião tinha quase colidido com um OVNI em forma de charuto. |
| 1 de Outubro de 1948    | O duelo de George Gorman              | Dakota do Norte                             | Estados Unidos da América                                          | Um piloto da Força Aérea dos EUA avistou e perseguiu um OVNI durante 27 minutos sobre Fargo, Dakota do Norte. |

### 1950 - 1974
| Data                        | Nome                                                    | Cidade ou Estado                                       | País                               | Descrição |
| --------------------------- | ------------------------------------------------------- | ------------------------------------------------------ | ---------------------------------- | --- |
| 11 de Maio de 1950          | Fotos de McMinnville                                    | Uma quinta perto de McMinnville, Oregon                | Estados Unidos da América          | Um agricultor tirou fotografias de um suposto "disco voador". |
| 05 ou 15 de Agosto de 1950  | Incidente de OVNIs de Nick Mariana                      | Great Falls, Montana                                   | Estados Unidos da América          | O gerente da equipa profissional de basebol de Great Falls filmou, a cores, dois OVNIs a sobrevoar Great Falls. O filme foi extensivamente analisado pela Força Aérea dos EUA e por vários investigadores independentes. |
| 25 de Agosto de 1951        | Luzes de Lubbock                                        | Lubbock, Texas                                         | Estados Unidos da América          | Várias luzes em forma de V foram repetidamente avistadas por várias testemunhas a sobrevoar a cidade e fotografadas por um estudante da Texas Tech University. |
| 12 a 29 de Julho de 1952    | Incidente de OVNIs em Washington                        | Washington                                             | Estados Unidos da América          | Uma série de avistamentos em Julho de 1952 acompanhados de deteção por radar em três aeroportos separados na área de Washington. Os avistamentos fizeram manchetes de primeira página nos EUA, e acabaram por levar à formação do Robertson Panel pela CIA. |
| 14 de Julho de 1952         | Avistamento de Nash e Fortenberry                       | Norfolk, Virgínia                                      | Estados Unidos da América          | William Nash and William Fortenberry, pilotos de um avião DC-4 da Pan American Airways, avistaram oito grandes objectos vermelhos, redondos e brilhantes. |
| 24 de Julho de 1952         | Incidente de Carson Sink                                | Perto de Carson Sink, Nevada                           | Estados Unidos da América          | Dois pilotos viram três aeronaves de asa Delta invulgares voando numa formação em V sobre Carson Sink. |
| 12 de Setembro de 1952      | O monstro de Flatwoods                                  | Flatwoods, West Virginia                               | Estados Unidos da América          | Seis rapazes e uma mulher locais relataram ter visto um OVNI a aterrar, e visto uma criatura com cabeça ponteaguda perto do local de aterragem. |
| 17 de Outubro de 1952       | Episódio de Oloron                                      | Oloron, Nova Aquitânia                                 | França                             | Vários habitantes de Oloron afirmam ter testemunhado um estranha visão : um cilindro voador movendo-se lentamente nos céus, acompanhado de cerca de 30 objectos menores. Os objectos foram detetados por radar. |
| 23 de Novembro de 1953      | Desaparecimento de Felix Moncla e Robert Wilson         | Sobre o Lago Superior                                  | Estados Unidos da América / Canadá | O piloto e operador de radar da Força Aérea dos EUA e o seu F-89 C desapareceram enquanto perseguiam um retorno de radar não identificado. |
| 27 de Outubro de 1954       | Avistamento massivo de OVNIs no Estádio Artemio Franchi | Florença                                               | Itália                             | Um jogo de futebol entre as equipas do Fiorentina e Pistoiese estava a decorrer no estádio Artemio Franchi quando um grupo de OVNIs que viajavam a alta velocidade parou abruptamente sobre o estádio. Cerca de dez mil espectadores testemunharam o evento e descreveram os OVNIs como tendo forma de charuto. Foi testemunhada também a queda dos chamados "cabelos de anjo". |
| 21 e 22 de Agosto de 1955   | O encontro de Kelly–Hopkinsville                        | Herdade perto de Hopkinsville, Kentucky                | Estados Unidos da América          | Após o avistamento de uma aeronave em forma de disco, um grupo de estranhas criaturas semelhantes a goblins aproximou-se várias vezes de uma casa agrícola, olhando para dentro através das janelas. Os membros das duas famílias presentes dispararam várias vezes contra eles com pouco ou nenhum efeito. O encontro durou desde a noite até ao amanhecer. |
| 13 e 14 de Agosto de 1956   | Incidente de Lakenheath-Bentwaters                      | Suffolk                                                | Reino Unido                        | Uma série de avistamentos de OVNIs,detetados pelos radares, que ocorreram nas bases áreas do leste da Inglaterra nas noites de 13 e 14 de agosto de 1956, envolvendo uma série de militares da Força Aérea Real. |
| 7 de Setembro de 1957       | Explosão de Ubatuba                                     | Estado de S. Paulo                                     | Brasil                             | Na Praia das Toninhas, em Ubatuba, um objeto voador desconhecido explodiu perto da praia. Pedaços da nave foram recolhidos e examinados. |
| 19 e 20 de Setembro de 1957 | Caso do RB-47 da USAF                                   | Área da Costa do Golfo dos EUA                         | Estados Unidos da América          | Um bombardeiro RB-47 da Força Aérea, equipado com equipamento ECM (Electronic Countermeasures), tripulado por seis oficiais, foi seguido durante uma distância total superior a 900 km e durante um período de mais de uma hora, quando voava de perto de Gulfport, Mississipi, através da Louisiana e Texas, e para o sul do Oklahoma. O objecto não identificado foi, em vários momentos, visto pela tripulação do cockpit (como uma luz branca ou vermelha), seguido por radar terrestre,e detectado pelos aparelhos de ECM a bordo do RB-47. O incidente é descrito como Caso 5 no Relatório Condon e é admitido como inexplicável. |
| 16 e 17 de Outubro de 1957  | Abdução de Antonio Villas Boas                          | Perto de São Francisco de Sales, Minas Gerais          | Brasil                             | Uma das primeiras alegações de rapto. O agricultor Antonio Vilas Boas alegou ter sido raptado e examinado por extraterrestres humanóides enquanto trabalhava nos campos à noite. Também afirmou ter tido relações sexuais com uma mulher extraterrestre a bordo de uma nave de forma oval. |
| 02 de Novembro de 1957      | Caso de Levelland                                       | Levelland, Texas                                       | Estados Unidos da América          | Numerosas pessoas descreveram um objecto oval brilhante e um objecto em forma de charuto que fez com que os motores dos seus veículos se desligassem. |
| 04 de Novembro de 1957      | Avistamento na Base Aérea de Kirtland                   | Albuquerque, Novo México                               | Estados Unidos da América          | Dois funcionários civis da torre de controle observaram um objeto luminoso de forma oval evoluir acima da pista do aeroporto durante alguns minutos, sendo detetado pelo radar. O caso foi citado e descartado pelo Relatório Condon. que no entanto nem sequer contatou as duas principais testemunhas. |
| 16 de Janeiro de 1958       | O incidente de Trindade                                 | Ilha de Trindade                                       | Brasil                             | OVNIs foram fotografados na ilha de Trindade durante expedições meteorológicas e geológicas na ilha. O caso foi mais tarde considerado uma fraude e foi considerado que a visão de um OVNI na árida ilha seria improvável, pois "como todos sabem, os Marcianos são criaturas extremamente amantes do conforto." |
| 1958                        | Caso de Arthur Berlet                                   | Rio Grande do Sul                                      | Brasil                             | |
| 02/03 de Fevereiro de 1959  | Incidente do Passo Dyatlov                              | Kholat Syakhl, Sverdlovsk Oblast                       | União Soviética                    | As mortes misteriosas de esquiadores experientes nos Urais , que segundo uma investigação oficial se crê ter sido causada por uma desconhecida "força natural imperiosa". Alguns afirmam ter relação com esferas cor de laranja não identificadas. |
| 26-27 de Junho de 1959      | Avistamento em Boianai pelo Padre William Gill          | Boianai, Território de Papua, Nova Guiné               | Austrália                          | Um missionário e muitas outras testemunhas viram vários OVNIs, um dos quais mostrou estar ocupado por quatro seres de aparência humana. |
| 19 de Setembro de 1961      | Abdução de Betty e Barney Hill                          | A sul de Lancaster na Estrada nº 3, New Hampshire      | Estados Unidos da América          | A primeira experiência de rapto alienígena amplamente divulgada. Os Hills viram um enorme disco voador enquanto conduziam para casa no seu carro ao fim da tarde e mais tarde alegaram que tinham sido raptados e examinados a bordo por pequenos extraterrestres. |
| 24 de Abril de 1964         | Incidente de Lonnie Zamora                              | Socorro, Novo México                                   | Estados Unidos da América          | O agente da polícia Zamora encontrou um objecto oval, de cor prateada. Estava pousado sobre seis apoios e era do tamanho de um automóvel. Junto ao objeto viu dois indivíduos de pequena estatura. |
| 03 de Setembro de 1965      | O incidente de Exeter                                   | Exeter, New Hampshire                                  | Estados Unidos da América          | Um adolescente e dois policiais avistaram um objecto enorme sobre a zona, sem asas ou leme. A Força Aérea, em 1966, reconheceu não conseguir identificá-lo. |
| 01 de Julho de 1965         | Incidente de Valensole                                  | Valensole, Alpes da Alta Provença                      | França                             | O camponês Maurice Massé viu um objecto esférico em terra e foi paralisado por dois ocupantes. |
| 09 de Dezembro de 1965      | Incidente de Kecksburg                                  | Kecksburg, Pensilvânia                                 | Estados Unidos da América          | Avistamento em massa da queda de uma bola de fogo brilhante. |
| 1966                        | O homem traça                                           | Point Pleasant, Virgínia Ocidental                     | Estados Unidos da América          | Uma onda de avistamentos de um humanóide alado. |
| 20 de março de 1966         | incidente do "gás dos pântanos" em Michigan             | Dexter e Hillsdale, Michigan                           | Estados Unidos da América          | Luzes misteriosas foram vistas no céu de Michigan durante o mês de março. O investigador J. Allen Hynek alegou que os avistamentos em Dexter e Hillsdale foram causados por "gás metano". |
| 06 de Abril de 1966         | OVNI de Westall                                         | Clayton South, Victoria                                | Austrália                          | Centenas de pessoas avistaram um objecto voador. |
| 17 de Abril de 1966         | Perseguição de OVNI no Condado de Portage               | Portage County, Ohio                                   | Estados Unidos da América          | Perto de Ravenna, Ohio, os policiais Dale Spaur e Wilbur Neff avistaram o que descreveram como um disco prateado com uma luz brilhante na sua parte inferior, a cerca de 300 metros de altitude. Eles seguiram o objeto durante vários quilómetros. |
| 29 de Agosto de 1967        | Encontro próximo em Cussac                              | Perto de Cussac, Auvergne                              | França                             | Dois irmãos afirmaram ter observado uma esfera brilhante e quatro pequenos ocupantes negros enquanto pastoreavam gado fora da sua aldeia. |
| 04 de Outubro de 1967       | Caso de Shag Harbour                                    | Golfo do Maine perto de Shag Harbour, Nova Escócia     | Canadá                             | Foi relatado que um grande objecto iluminado caiu em águas próximas do porto de Shag Harbour. Seguiu-se uma busca naval e o objecto foi oficialmente referido como um OVNI. Houve outros avistamentos de OVNIs na área na altura. |
| 06 de Janeiro de 1969       | Avistamento por Jimmy Carter                            | Leary, Georgia                                         | Estados Unidos da América          | Jimmy Carter, presidente dos EUA de 1977 a 1981, relatou ter visto um OVNI quando esteve em Leary, Geórgia, em 1969. |
| 12 de Abril de 1969         | Avistamento pela Força Aérea Finlandesa                 | Pori , Satakunta                                       | Finlândia                          | Sete objectos em forma de disco que pairavam em formação cerca dos 1500-3000 metros foram avistados pelo controlador de tráfego aéreo e dois pilotos. |
| 4 de Setembro de 1971       | Ovni sobre o Lago de Cote                               | Lago de Cote, cantão de Guatuso, provincia de Alajuela | Costa Rica                         | Durante um mapeamento aerofotográfico do Instituto Nacional Geográfico da Costa Rica, um OVNI foi fotografado sobre o Lago Cote. |
| 27 de Junho de 1972         | Avistamentos no Cabo Oriental                           | Fort Beaufort                                          | África do Sul                      | Um engenho foi observado perto de Fort Beaufort, no Cabo Oriental, o que atraiu a atenção dos militares. |
| 11 de Outubro de 1973       | Abdução de Pascagoula                                   | Rio Pascagoula Mississippi                             | Estados Unidos da América          | Dois homens que pescavam no rio afirmaram ter sido raptados por humanóides. |
| 17 de Outubro de 1973       | O homem de metal de Falkville                           | Falkville, Alabama                                     | Estados Unidos da América          | Alertado pela alegada aterragem de um OVNI, o policial Jeff Greenhaw encontrou-se com uma estranha entidade que parecia envolta num escafandro metálico, e que fotografou. |

### 1975 - 2000
| Data                                                    | Nome                                     | Cidade ou Estado                                    | País                                | Descrição |
| ------------------------------------------------------- | ---------------------------------------- | --------------------------------------------------- | ----------------------------------- | --- |
| 12 de Janeiro de 1975                                   | incidente de North Hudson Park           | North Bergen, Nova Jersey                           | Estados Unidos da América           | Um OVNI e os seus ocupantes teriam sido avistados no North Hudson Park por George O'Barski, enquanto conduzia para casa às 2H45m da manhã. |
| 05 de Novembro de 1975                                  | Caso Travis Walton                       | Floresta Nacional de Apache-Sitgreaves, no Arizona, | Estados Unidos da América           | O madeireiro Travis Walton relatou ter sido raptado por alienígenas durante mais de cinco dias. Os seis colegas de trabalho de Walton afirmaram ter testemunhado um grande disco prateado a pairar e fugiram do local, deixando-o deitado no chão. Ele reapareceu no dia 10 ao final da noite em Heber-Overgaard. Walton descreveu o acontecimento e as suas consequências no livro The Walton Experience (1978). |
| 20 de Agosto de 1976                                    | Abduções de Allagash                     | Allagash, Maine                                     | Estados Unidos da América           | Quatro campistas afirmaram ter sido raptados por extraterrestres na região de Allagash. |
| 19 de Setembro de 1976                                  | Incidente de OVNI em Teerão              | Teerão                                              | Irão                                | Um objecto muito brilhante semelhante a uma estrela foi visto sobre Teerão. Após cada aproximação ao OVNI, o equipamento electrónico de dois aviões interceptores F-4 da Força Aérea Imperial Iraniana foi desativado, assim como o equipamento de controlo em terra no Aeroporto Internacional de Mehrabad, um evento documentado em pormenor num relatório do DIA (EUA).                                        |
| 14 de Outubro de 1976                                   | Incidente da Casa Azul                   | Seul                                                | Coreia do Sul                       | Cerca de uma dúzia de luzes brilhantes, separadas a intervalos regulares, foram avistadas no céu. O exército disparou com armas anti-aéreas. Várias pessoas foram feridas pelas munições caídas. |
| Primavera de 1977                                       | Incidente em Devil's Den                 | Gettysburg, Pensilvânia                             | Estados Unidos da América           | Dois indivíduos afirmaram terem sido levados a bordo de uma enorme nave triangular e submetidos a exames pelos seus tripulantes. |
| 20 de Setembro de 1977                                  | O fenómeno de Petrozavodsk               | Múltiplos locais em diversios países                | Uniao Soviética/Europa Setentrional | Uma série de eventos celestiais de natureza disputada, desde Copenhaga e Helsínquia, a oeste, até Vladivostok, a leste. Em Petrozavodsk, foi relatado um objecto brilhante que banhava a cidade com numerosos raios. |
| 21 de Outubro de 1978                                   | Desaparecimento de Valentich             | Victoria                                            | Austrália                           | Após contatar a torre de controle de tráfego aéreo, um piloto australiano que relatou ter avistado um OVNI desapareceu. |
| 6 de Dezembro de 1978                                   | Incidente de Zanfretta                   | Génova                                              | Itália                              | O vigia noturno italiano Pier Fortunato Zanfretta avistou um objeto vermelho e oval e telefonou para seu supervisor. Durante a ligação, ele descreveu criaturas não humanas que, segundo ele, o estavam atacando. Mais tarde, ele foi encontrado em estado de choque. Uma peça teatral baseada em sua experiência foi criada.                                                                                     |
| 21 de Dezembro de 1978                                  | As luzes de Kaikoura                     | Ilha Sul                                            | Nova Zelândia                       | Uma série de avistamentos por um avião de carga durante duas noites. A tripulação relatou luzes que mudaram de cor e de tamanho. As luzes foram seguidas por radar terrestre e aéreo, e filmadas no ar por uma equipa de televisão. |
| 27 de Agosto de 1979                                    | Caso de Val Johnson                      | Condado de Marshall , Minnesota                     | Estados Unidos da América           | Um policial que foi encontrado com ferimentos temporários na retina e danos no seu carro de patrulha alegou ter encontrado um objecto voador luminoso. |
| 09 de Novembro de 1979                                  | Abdução de Robert Taylor                 | Dechmont Law, Escócia                               | Reino Unido                         | Bob Taylor, um trabalhador florestal, afirmou ter perdido a consciência depois de ter sido puxado para um grande objecto esferóide que pairava sobre uma clareira na floresta. |
| 11 a 28 de Abril de 1980                                | Incidente de Arequipa                    | Região de Arequipa                                  | Peru                                | Intercepção de um alegado OVNI por um Sukhoi Su-22. O piloto seguiu o objecto, e apontou-lhe as suas armas, disparando sessenta e quatro cartuchos de 30mm. O piloto relatou que tinha uma cor creme esmaltada, semelhante a uma lâmpada incandescente com uma base de prata circular muito mais larga. O piloto abandonou depois a perseguição.                                                                  |
| 24 a 28 de Dezembro de 1980                             | Incidente da floresta de Rendlesham      | Floresta de Rendlesham, Suffolk                     | Reino Unido                         | Um avistamento por pessoal da Força Aérea dos Estados Unidos, e por civis, do que no início se pensou ser um avião abatido. É um dos casos melhor documentados |
| 29 de Dezembro de 1980                                  | incidente Cash-Landrum                   | New Caney, Texas                                    | Estados Unidos da América           | Três pessoas afirmam ter sofrido ferimentos numa estrada isolada devido a um enorme objecto em forma de diamante que emitia chamas e calor, e que era seguido por vários helicópteros militares Chinook. A sua acção judicial movida contra o governo dos EUA foi arquivada. |
| 8 de Janeiro de 1981                                    | Caso de Trans-en Provence                | Trans-en-Provence, Provence-Alpes-Côte d'Azur       | França                              | O agricultor Renato Nicolai disse ter visto um objecto voador em forma de dois pires invertidos, que deixou vestígios circulares no solo. |
| 2 de Novembro de 1982                                   | Encontro com OVNI em Maxial              | Maxial                                              | Portugal                            | Um objeto voador de aparência metálica circundou durante algum tempo um aparelho DHC-1 Chipmunk da Força Aérea Portuguesa pilotado pelo então tenente Júlio Guerra. |
| 27 de Dezembro de 1985                                  | Communion                                | Nova Iorque                                         | Estados Unidos da América           | O escritor Whitley Strieber publicou no best seller Communion as suas alegadas experiências de contato e abdução por extraterrestres. |
| 17 de Novembro de 1986                                  | Incidente do Voo 1628 da Japan Air Lines | Alaska                                              | Estados Unidos da América           | Primeiro dois objectos em forma de quadrado, depois um outro testemunhados pela tripulação terão voado ao lado do voo 1628 da Japan Air Lines durante 50 minutos, acima do Alasca. O radar militar detectou um objecto seguindo o Boeing 747. |
| 11 de Novembro de 1987                                  | Incidente de Gulf Breeze                 | Florida                                             | Estados Unidos da América           | Ed Walters afirmou ter visto um OVNI e tirou fotografias do mesmo. A veracidade deste testemunho foi bastante posta em causa; o CUFOS (Center for UFO Studies) não acredita na história. |
| 01 de Dezembro de 1987                                  | Incidente de Ilkley Moor                 | Ilkley Moor                                         | Reino Unido                         | Um policial reformado afirmou ter sido raptado por extraterrestres enquanto caminhava em Ilkley Moor. |
| 27 de Setembro de 1989                                  | Incidente de Voronezh                    | Voronezh                                            | União Soviética                     | Um grupo de jovens afirmou ter visto um OVNI e os seus ocupantes. |
| 29 de Novembro de 1989 até cerca de 22 de Abril de 1990 | Onda belga de OVNIs                      | Ans, Valónia                                        | Bélgica                             | Relatos de grandes objetos negros triangulares, silenciosos e voando a baixa altura, avistados por milhares de testemunhas e investigados pelos militares belgas. |
| Agosto de 1990                                          | O OVNI de Calvine                        | Calvine                                             | Perthshire, Escócia, Reino Unido    | Relato de avistamento de um OVNI perto da aldeia de Calvine. Existem seis fotos do objecto. |
| 8 de Março de de 1994                                   | Luzes de Michigan de 1994                | Oeste de Michigan                                   | Estados Unidos da América           | Vários cidadãos relataram algo parecido com luzes de Natal no céu. A polícia de Holland contatou o Serviço Nacional de Meteorologia, que afirmou ter detectado sinais de radar irregulares. Nenhuma explicação foi encontrada. Religiosos interpretaram o incidente como um sinal bíblico. |
| 16 de Setembro de 1994                                  | Incidente da Escola Ariel                | Ruwa                                                | Zimbabwe                            | Sessenta e duas crianças entre os seis e os doze anos de idade afirmaram ter visto um ou mais engenhos aterrar num campo perto da sua escola. Um ou mais seres vestidos de preto saíram então do engenho e aproximaram-se das crianças. Comunicaram-lhes então, telepaticamente, uma mensagem com um tema ambiental antes de voltarem a entrar na nave e voarem para longe.                                       |
| 20 de Janeiro de 1996                                   | Incidente de Varginha                    | Varginha                                            | Brasil                              | Duas irmãs e uma amiga teriam deparado com um ser estranho: pequeno e de cabeça desproporcionada, grandes olhos vermelhos e no crânio, três protuberâncias. |
| 05 de Outubro de 1996                                   | Avistamento por Haroldo Westendorff      | Pelotas                                             | Brasil                              | Um piloto observa um OVNI a emergir de uma nave-mãe, detetada por radar. O Ministério da Aeronáutica brasileiro manteve uma investigação secreta do objecto visto por Westendorff. |
| 13 de Março de 1997                                     | Luzes de Phoenix                         | Phoenix, Arizona                                    | Estados Unidos da América           | Luzes e engenhos de descrições variadas, sobretudo em forma de V, foram vistas por milhares de pessoas , numa área de cerca de 480 kilómetros, desde o Nevada, passando por Phoenix, até Tucson. |

## Século XXI
| Data                                            | Nome                                                  | Cidade ou Estado                                         | País                                                     | Descrição |
| ----------------------------------------------- | ----------------------------------------------------- | -------------------------------------------------------- | -------------------------------------------------------- | --- |
| 14 de Novembro de 2004                          | Incidente do USS Nimitz                               | Ao largo da costa de San Diego, California               | Estados Unidos da América                                | Vários pilotos do USS Nimitz, foram enviados para investigar um dos vários objectos voadores não identificados detetados pelo radar. Os pilotos relataram um encontro visual e gravaram um vídeo em infravermelho. A Marinha confirmou que o vídeo foi captado pelos seus militares .                                                                                                 |
| 07 de Novembro de 2006                          | Avistamento de OVNI no Aeroporto Internacional O'Hare | Chicago, Illinois                                        | Estados Unidos da América                                | Funcionários e pilotos da United Airlines relataram avistamentos de uma nave em forma de disco, sem iluminação, a pairar sobre um terminal do Aeroporto O'Hare de Chicago, antes de partir com uma rápida ascensão vertical. |
| 23 de Abril de 2007                             | Avistamento de OVNIs em Alderney                      | Alderney                                                 | Guernsey                                                 | Dois pilotos de linha aéreas, em voos separados, avistam OVNIS ao largo da costa de Alderney. |
| 28 de Novembro de 2007 a 13 de Dezembro de 2011 | Dorito de Dudley                                      | Conurbação das Midlands Ocidentais                       | Reino Unido                                              | O "Dudley Dorito" como foi chamado pela imprensa, foi múltiplos avistamentos de um triângulo negro com luzes alaranjadas sobre a conurbação das Midlands Ocidentais, no Reino Unido, que começou em Novembro de 2007. |
| 20 de Junho de 2008                             | Avistamentos no País de Gales                         | País de Gales                                            | Reino Unido                                              | De acordo com relatos da imprensa, um helicóptero da polícia avistou um OVNI. |
| 5 de Janeiro de 2009                            | O embuste de Morristown                               | Morristown, Nova Jérsia                                  | Estados Unidos da América                                | À noite, cidadãos de Morristown e de outra cidade próxima viram cinco luzes vermelhas no céu. Passados três meses, dois homens da zona anunciaram que tinham organizado um embuste , nas suas palavras como uma "experiência social". |
| 25 de Janeiro de 2010                           | Incidente de Harbour Mille                            | Harbour Mille, Terra Nova e Labrador                     | Canadá                                                   | Três OVNIs semelhantes a mísseis mas que não emitiam ruído foram avistados sobre Harbour Mille. |
| 2 de Junho de 2014 até 10 de Março de 2015      | Incidentes do USS Theodore Roosevelt                  | Costa leste dos EStados Unidos                           | Estados Unidos da América                                | Múltiplos encontros com OVNIs , confirmados por radar, por pilotos da Marinha dos Estados Unidos durante um período de nove meses. Foram divulgados vídeos de dois dos encontros. A Marinha confirmou que os vídeos foram feitos pelo seu pessoal e declarou que ainda não identificou a natureza dos avistamentos, que classificam como fenómenos aéreos nao identificados (UAP).    |
| 26 de Fevereiro de 2016                         | Avistamentos de Pentyrch                              | País de Gales                                            | Reino Unido                                              | Várias testemunhas relataram ter visto um enorme OVNI de forma em pirâmide, e outras luzes - juntamente com aviões militares e helicópteros, no que parecia ser uma perseguição. |
| 21 de Fevereiro de 2021                         | Avistamento sobre o Novo México                       | Clayton, Novo México                                     | Estados Unidos da América                                | Um piloto da American Airliners, a uma altitude de 37.000 pés, relatou ter visto um longo objecto cilíndrico que parecia uma "coisa tipo míssil de cruzeiro" movendo-se muito depressa mesmo por cima deles, de acordo com o áudio publicado. A FAA declarou alguns dias mais tarde que os controladores de tráfego aéreo da FAA não viram qualquer objecto na área nos seus radares. |
| 13 a 28 de Fevereiro de 2023                    | Lista de eventos com objetos de alta altitude em 2023 | Estados Unidos, Canadá, Colômbia, Costa Rica e Venezuela | Estados Unidos, Canadá, Colômbia, Costa Rica e Venezuela | Diversos eventos de segurança do espaço aéreo com objetos em alta altitude foram relatados em fevereiro de 2023, sendo a maioria na América do Norte. |